# 锚文本
锚文本（英語：Anchor text）是网页中关于超連結的一段描述，通常以文本和图片的方式出现。可以指向文中的某个位置，也可以指向其他网页。

## 创建锚文本
例如，html脚本
```
<
a
 
href
=
"http://zh.wikipedia.org"
>
中文维基百科
</
a
>

```

中的“中文维基百科”就是一个锚文本，它用来描述使其指向链接页面。

## 锚文本作用
能够将个人的网页链接到其他人的网页上无疑是全球資訊網最具吸引力和最具创造力的特征，这也是其成功的重要组成部分，这些链接是十分方便的，它把相关的信息提供给任何观看网页的人。

## 锚文本种类
锚文本主要有两种方式：外部链接与内部链接，外部链接是指链接到其他网站上的文件（由别人制作）。而内部链接则指链接到自己网站上的文件（由自己制作）。虽然这两种链接方式使用同样的锚元素，但是考虑到它们涉及到不同的概念，还是值得区别看待它们的。

## 应用
锚文本对搜索引擎优化十分重要，通过不同的锚文本指向页面，从而强化该页面的权重，使网页具有很高的权威度。
1. ↑  . www.w3schools.com.   [2022-04-15]. （原始内容存档于2022-07-11） （美国英语）.